# Мартинович Ксенофонт Пилипович
Ксенофонт Пилипович Мартинович (1894, село Лубня Мозирського повіту Мінської губернії, тепер Мозирського району Гомельської області, Білорусь — розстріляний 8 квітня 1938, місто Москва, Російська Федерація) — радянський діяч, заступник завідувача військово-морської інспекції Народного комісаріату робітничо-селянської інспекції СРСР, член ВЦВК. Член Центральної контрольної комісії ВКП(б) у 1927—1934 роках.

## Біографія
Народився в селянській родині. До 1914 року працював сільським вчителем.
У 1914—1917 роках — студент Віленського учительського інституту.
Член Партії соціалістів-революціонерів (есерів).
З травня 1917 року —  член виконавчого комітету Мозирської повітової ради та заступник голови Мозирського повітового революційного комітету. У 1917 році працював у Мозирській повітовій земельній управі.
Член РКП(б) з 1918 року.
У 1918 році працював на підпільній роботі в місті Мозирі.
З 1918 року служив у Червоній армії, учасник Громадянської війни в Росії. У 1919 році був головним польовим контролером на Південному фронті РСЧА.
З 1921 року — начальник військово-морської інспекції Народного комісаріату робітничо-селянської інспекції РРФСР.
У 1927—1934 роках — заступник завідувача військово-морської інспекції Народного комісаріату робітничо-селянської інспекції СРСР.
До вересня 1937 року — начальник IV-го головного управління Народного комісаріату оборонної промисловості СРСР.
16 вересня 1937 року заарештований органами НКВС. Засуджений Воєнною колегією Верховного суду СРСР 8 квітня 1938 року до страти, розстріляний того ж дня. Похований на полігоні «Комунарка» поблизу Москви.
21 вересня 1955 року посмертно реабілітований.